# 玛丽娜 (加利福尼亚州)
玛丽娜（英語：Marina），是美国加利福尼亚州蒙特雷县下属的一座城市。建市于1975年11月13日，面积大约为8.88平方英里（23平方公里）。根据2010年美国人口普查，该市有人口19,718人。